# 韦尔 (奥地利)
韦尔是奥地利蒂罗尔州施瓦茨县的一个市镇。总面积5.61平方公里，总人口1545人，人口密度275.4人/平方公里（2012年）。